# Xanthoriicola physciae
Xanthoriicola physciae is een korstmosparasiet die behoort tot het geslacht Xanthoriicola. Hij komt voor op groot dooiermos (Xanthoria parietina) en veroorzaakt zwartverkleuring (dat bestaat uit hyfen met conidia) op het thallus en de apothecia. Deze aantasting zorgt er uiteindelijk voor dat het korstmos vanuit het midden afsterft.

## Determinatie
De bruine, gesepteerde hyfen zijn ondergedompeld in de apothecia van de gastheer. Hij maakt donkere conidioforen met bolvormige, bruine, conida die de apothecia roetachtig kleuren. Conidia meten 4–6 × 4–6 µm.

## Verspreiding
In Nederland komt Xanthoriicola physciae vrij algemeen voor. Het staat niet op de rode lijst en is niet bedreigd.

## Foto's

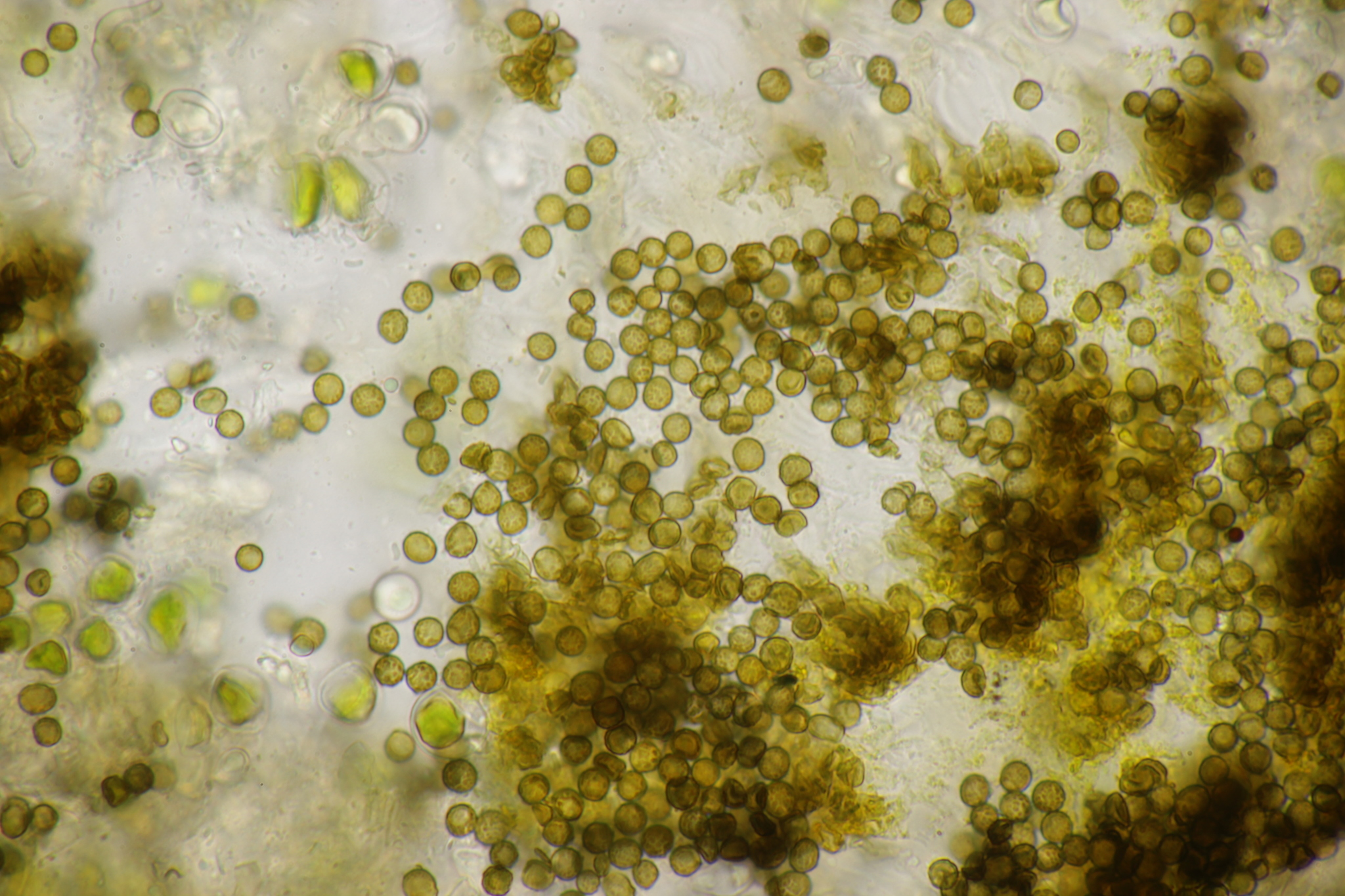
Sporen